# Relations entre la Corée du Sud et la Guinée
Les relations entre la Guinée et la Corée du Sud font référence aux relations bilatérales entre la Guinée, pays d'Afrique de l'Ouest et la Corée du Sud, pays d'Asie de l'Est.

## Échanges politiques
Après que la Guinée ait obtenu son indépendance en 1958, elle reçoit la reconnaissance diplomatique de la Corée du Nord et de la République de Corée. Cependant, le premier président guinéen, Ahmed Sékou Touré poursuit une politique étrangère de « neutralisme actif » et donne la priorité au Bloc de l'Est ainsi qu'à la Corée du Nord dans le développement des relations extérieures de la Guinée,. La Guinée n'établit pas immédiatement de relations diplomatiques avec la Corée du Sud. Elle soutient donc la Corée du Nord et s'oppose à la Corée du Sud dans des organisations internationales telles que le Mouvement des non-alignés. Cependant, la Guinée entretient toujours certains échanges officiels avec la Corée du Sud. La Guinée envoie également une délégation pour participer aux Jeux olympiques d'été de 1988 organisés à Séoul.
Le 28 août 2006, la Guinée et la Corée du Sud établissent des relations diplomatiques formelles[réf. nécessaire]. Depuis lors, les relations entre les deux pays se développent de manière amicale. Le 16 juin 2011, l'ambassadeur sud-coréen de l'énergie et des ressources , Kim Eun-seok dirige une mission conjointe privée-officielle pour visiter la Guinée et est reçu par le président Alpha Condé. Les deux pays discutent du développement des ressources et de la construction d'infrastructures. Ils échangent des points de vue sur la coopération dans les domaines de l'agriculture, des transports et d'autres domaines. Alpha Condé déclare également que le gouvernement guinéen établirait une ambassade en Corée du Sud.
En mai 2012, la Guinée participe à l'exposition universelle de 2012 tenue à Yeosu, en Corée du Sud. Alpha Condé conduit également une délégation en Corée du Sud et est reçu par le président sud-coréen Lee Myung-bak. Les deux gouvernements sont parvenus à un accord sur le renforcement de la coopération et un accord sur le développement des minéraux et des infrastructures.

### Mission diplomatique
En 2011, le gouvernement guinéen décide de créer une ambassade en Corée du Sud, mais celle-ci n'a pas encore été activée[pas clair]. Les questions liées à la Corée du Sud sont sous la juridiction de l'ambassade de Guinée au Japon. La Corée du Sud n'a pas encore établi d'ambassade en Guinée et les questions liées à la Guinée relèvent de la juridiction de l'ambassade de Corée du Sud au Sénégal.

## Partenariat économique

### Commerce
En 2020, le volume du commerce bilatéral atteint 80 millions de dollars américains, dont 49 millions de dollars américains importés de Guinée par la Corée du Sud et 31 millions de dollars américains exportés vers la Guinée.

### Investissement et développement
En 2011, Korea Petroleum Corp mène des explorations pétrolières dans six zones minières en Guinée. Le gouvernement guinéen encourage également les entreprises coréennes à accroître leurs investissements dans les gisements miniers guinéens.

## Assistance
En août 2014, en réponse à la propagation de l'épidémie d'Ebola en Guinée et dans d'autres pays, la Mission coréenne de coopération internationale fait don de thermomètres infrarouges d'une valeur de 130 000 dollars au gouvernement guinéen. En juillet de l’année suivante, le gouvernement sud-coréen décide également de fournir 5 millions de dollars d’aide aux pays africains touchés par Ebola, dont la Guinée, pour les aider à se reconstruire après l’épidémie.

## Voir
- Relations entre la Guinée et la Corée du Nord

## liens externes
- (en) « Rapport du Ministère des Affaires étrangères sud-coréen » (consulté le 10 octobre 2021)
- (ko) « Ambassade de Corée du Sud au Sénégal » (consulté le 3 mai 2022)
- « Page Facebook de l'Ambassade de Guinée au Japon » (consulté le 30 mars 2022)